# Gudenushöhle
Die Gudenushöhle ist eine Höhle in Nöhagen im Waldviertel im nordwestlichen Niederösterreich. Sie wurde vor 70.000 Jahren von einer Gruppe von Neandertalern frequentiert und zählt zu den bedeutendsten steinzeitlichen Fundplätzen Mitteleuropas.

## Name
Benannt ist die Höhle nach dem noch heute in Albrechtsberg an der Großen Krems (Ortschaft Els) und Gföhl (Ortschaft Felling) ansässigen ehemaligen gräflichen Adelsgeschlecht Gudenus. Damaliger Besitzer der Burg Hartenstein sowie Eigentümer der Umgebung der Gudenushöhle war Reichsfreiherr Heinrich von Gudenus, er förderte und gestattete die ersten Grabungen in der Höhle.

## Lage
Die Höhle liegt 7,5 Meter über der Kleinen Krems nördlich der Wachau, einem Durchbruchstal der Donau. Das kleine Kremstal verläuft zwischen Großer Krems und der Donau und hat sich tief in das dortige Mittelgebirge eingeschnitten, das etwa parallel zur Wachau 800 Meter Höhe erreicht. Die Höhle liegt 15 Kilometer westlich der Stadt Krems, direkt unterhalb der Burg Hartenstein in einem Felsen nahe dem Ufer.

## Beschreibung
Bei der Gudenushöhle handelt es sich um eine 30 Meter lange Durchgangshöhle mit zwei Eingängen und einer Tagöffnung. Zwischen den beiden Zugängen verläuft sie bogenförmig. Die Räume der Höhle sind durchschnittlich vier Meter breit und bis zu drei Meter hoch. Im Osten besteht noch eine kleine Seitennische. Die Höhle ist heute durch die Grabungen bis auf den Felsboden ausgeräumt.

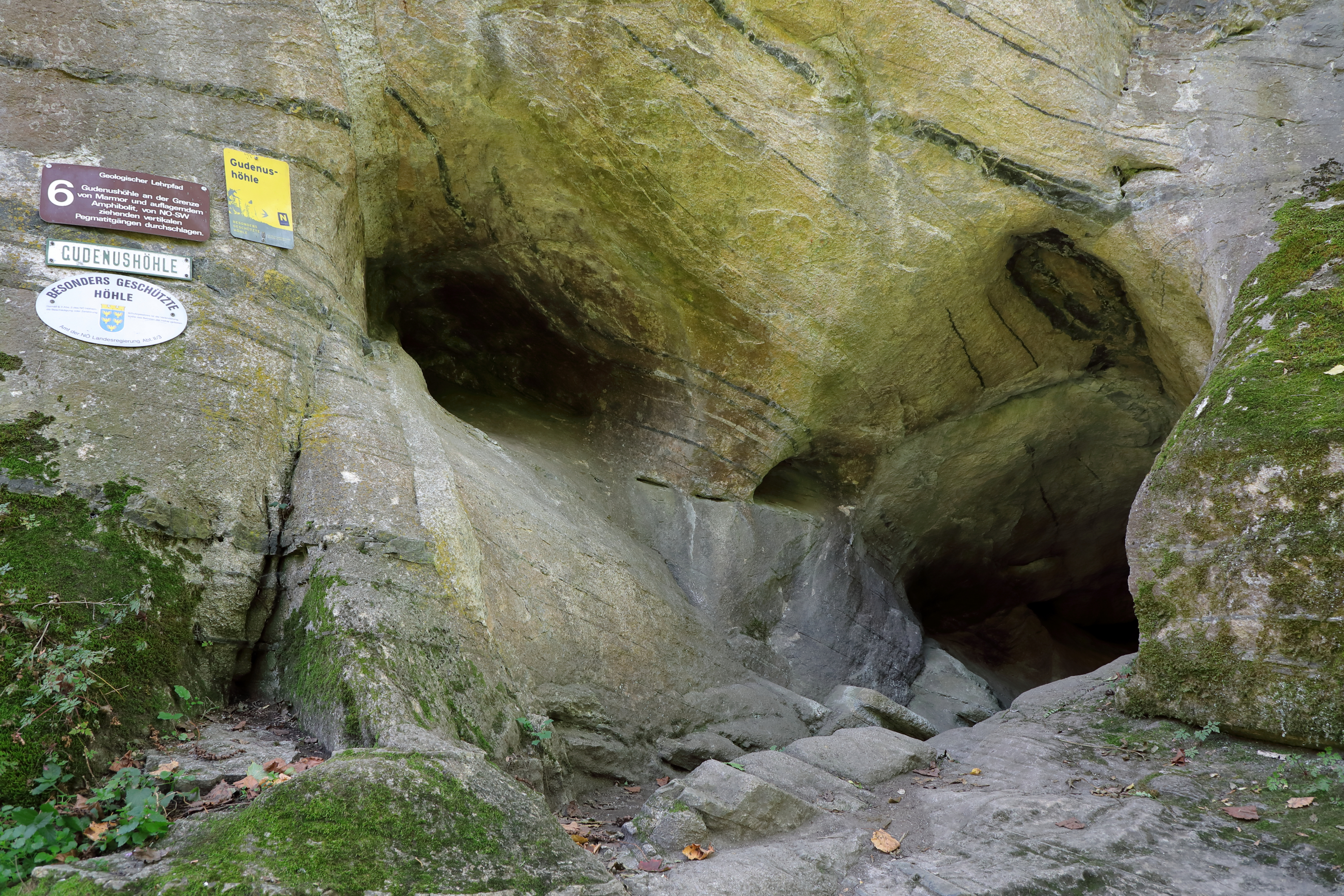
Linker Eingangsbereich
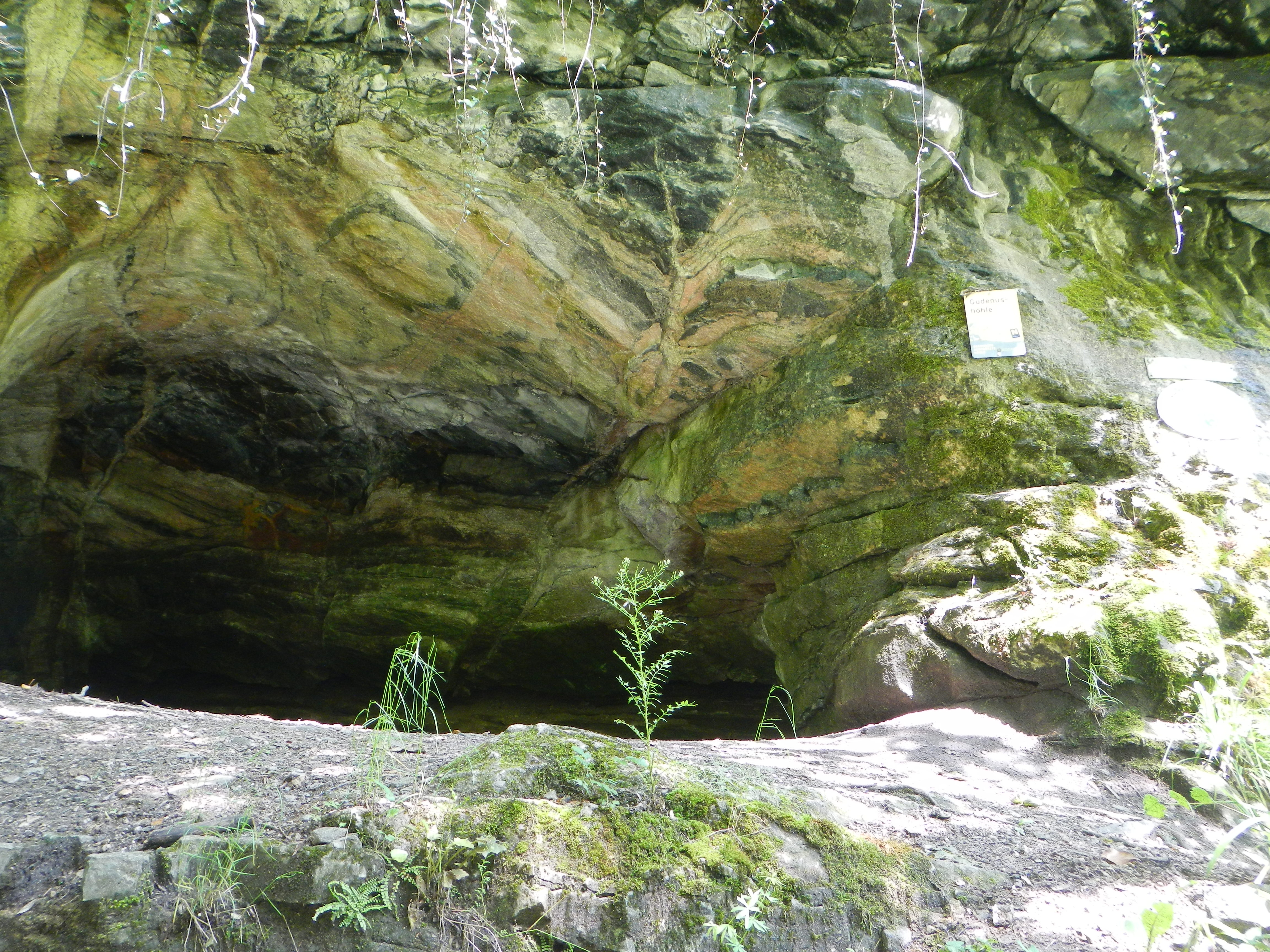
Rechter Eingangsbereich

## Bedeutung
Vor circa 70.000 Jahren machten hier Neandertaler Jagd auf Höhlenbär, Mammut, Ren, Wildpferd und Wollnashorn. Auch konnten, einmalig für Österreich, bei einer Neubewertung der Funde in den 1990er-Jahren Knochen der Saiga-Antilope (Saiga tatarica) nachgewiesen werden. In der unteren Kulturschicht der Höhle fand man unter anderem Faustkeile, Schaber und bearbeitete Tierknochen, die dem Moustérien zugeordnet werden. Die obere Kulturschicht aus dem Magdalénien (ca. 18.000–10.000 v. Chr.) brachte eine Knochenpfeife ans Licht. Diese gehört neben der Knochenflöte vom Grubgraben bei Kammern zu den ältesten Musikinstrumenten Österreichs. Außerdem wurde ein Adlerknochen mit eingeritztem Rentierkopf gefunden.

## Tourismus
In der Umgebung der Gudenushöhle erklärt ein geologischer Lehrpfad die Entstehung der Kalk- und Marmorfelsen sowie die Gebirgsbildung und Granite des Waldviertels. Für Kinder finden öfter Wasserspiele an der Kleinen Krems statt. Der Wanderweg (kein Radweg) zur Gudenushöhle beginnt bei der Maigenmühle zwischen Albrechtsberg und Weinzierl am Walde. Der Steg über die Kleine Krems zur Höhle wurde wegen Baufälligkeit abgetragen (Stand 2024). 